# 13管楽器のための組曲
13管楽器のための組曲（Suite für 13 Blasinstrumente）変ロ長調 作品4は、リヒャルト・シュトラウスが作曲した管楽合奏作品である。

## 概要
『13管楽器のためのセレナード』を高く評価したハンス・フォン・ビューローが、同じ編成によるより大規模な作品をシュトラウスに依頼したことで、1884年夏に作曲された。思わぬ依頼に奮い立ったシュトラウスは早速ロマンティックな第1、2楽章を書き上げたが、その時点でビューローが望んだのが「バロック風の組曲」であることを知らされ、第3、4楽章はバロック風の形式で書かれることとなった。
初演は1884年10月22日、マイニンゲン宮廷楽団がシュトラウスの街であるミュンヘンを訪れた際に行われた。指揮はシュトラウス自身が務めたが、シュトラウスは演奏会当日の朝にその予定を知らされ、しかもそれが指揮者としての公式なデビューであったために大いに狼狽したという逸話が残っている。初演は成功し、シュトラウスは21歳にして宮廷楽団の補助指揮者として採用され、その後のキャリアを決定的なものとした。
出版は大幅に遅れて1911年に行われ、この際に、1883年作曲の『演奏会用序曲』ハ短調 TrV125の出版が実現しなかったために欠番となっていた作品番号「4」が与えられた。献呈はルートヴィヒ・トゥイレに行われている。『セレナード』に比べると演奏機会は多くないが、シュトラウスの作品の特色である楽器の用法の巧みさと、緻密な動機操作、対位法の手腕を随所に見ることができ、若き作曲者の力作の一つと言える。

## 楽器編成
『13管楽器のためのセレナード』と同様。
- フルート2、オーボエ2、クラリネット2、ファゴット2、ホルン4、コントラファゴット（あるいはチューバ）

作曲者自身による四手連弾編曲もある。

## 構成
全4楽章からなり、演奏時間は23分前後。
- 第1楽章 前奏曲（Praeludium）
アレグレット、変ロ長調、2/4拍子。ソナタ形式。題は当初"Prelude"とされていたが、後半楽章の古風なコンセプトと合わせるために改題された。低音から湧きあがってくる三連符と和音の連続が第1主題を形成する。この動機がしばらく扱われ、第2主題はニ短調でオーボエに提示される。展開部と再現部は簡潔に書かれ、第1主題の動機群を扱うコーダで終わる。
- 第2楽章 ロマンツェ（Romanze）
アンダンテ、ト短調、3/4拍子。展開部を欠くソナタ形式。クラリネットによるレチタティーヴォ風の短い序奏に続いて第1主題が提示される。第2主題は変ホ長調でクラリネットに現れるが、この途中でホルンに現れるファンファーレ風の動機も重要である。主題が楽器と調を変えて順に再現され、コーダでは感情の高ぶりも見られる。
- 第3楽章 ガヴォット（Gavotte）
アレグロ、変ロ長調、4/4拍子。複合三部形式。ガヴォットのリズムに基づくが、小節の頭から開始するように記譜されている。ファゴットの提示する半音下降の動機を中心に、ユーモラスに展開していく。トリオは空虚五度を伴うミュゼットで書かれ、薄暗い旋律が奏される。
- 第4楽章 序奏とフーガ（Introduction und Fuge）
アンダンテ・カンタービレ、変ロ短調、3/4拍子―アレグロ・コン・ブリオ、変ロ長調、3/2拍子。「序奏」部では第2楽章が短く再現され、冒頭主題がふたたび戻ってくるとテンポを上げて「フーガ」に突入する。第3楽章のミュゼットと主題に関連があるフーガは5声で書かれ、反行、拡大などの技法も用いられた力の入ったものである。ホモフォニックな間奏をはさみ、より自由な書式でフーガが再開する。コーダは主題の動機をトゥッティで強調し、華やかに終わる。